# كريس فريزر
كريس فريزر (بالإنجليزية: Chris Frazier)‏ هو موسيقي أمريكي، ولد في 7 سبتمبر 1967 في بيثيسدا في الولايات المتحدة.

## روابط خارجية
- كريس فريزر على موقع ميوزك برينز (الإنجليزية)
- كريس فريزر على موقع أول ميوزيك (الإنجليزية)